# Mychajło Stepaniak

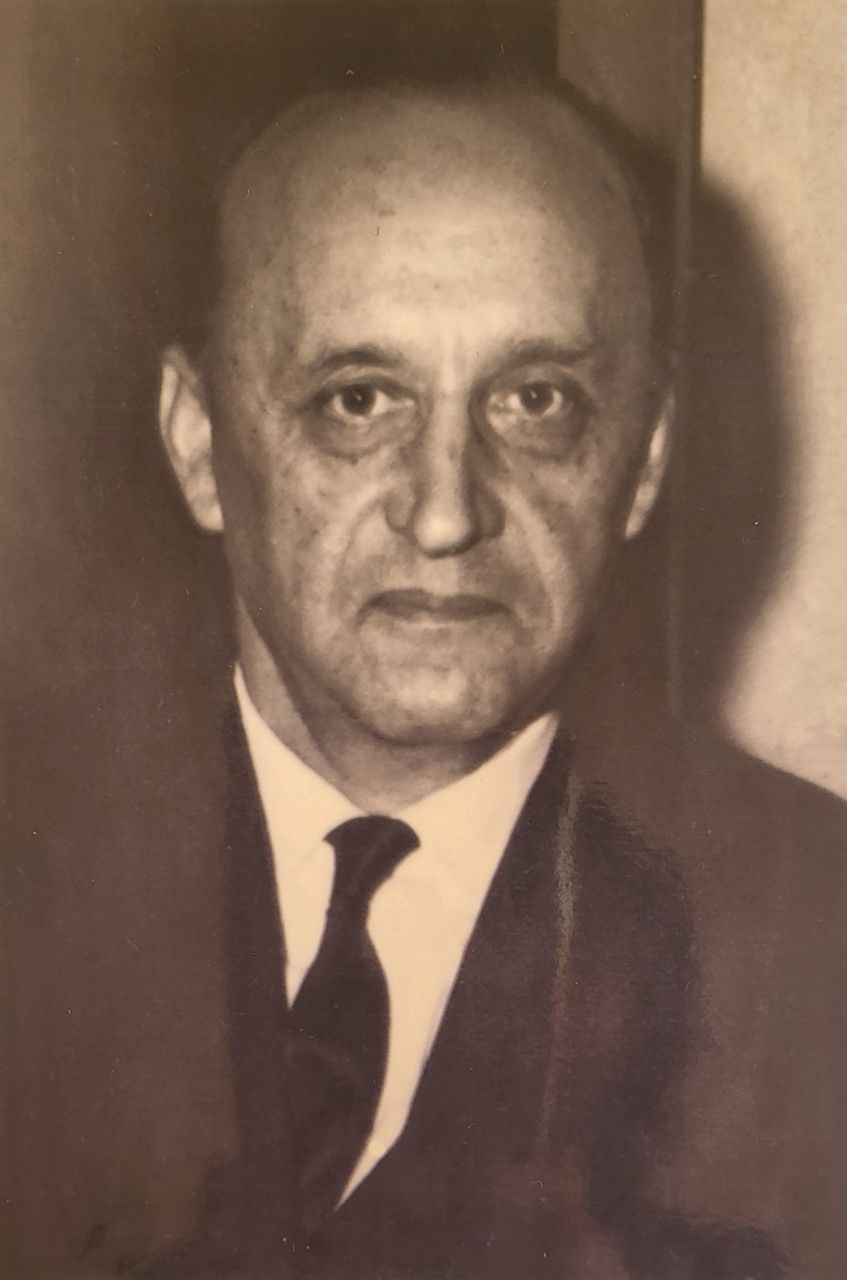
Mychajło Stepaniak

Mychajło Stepaniak, ps. Serhij, Dmytro, Dmytriw, Leks (ur. w 1905 w Dzwiniaczu koło Bohorodczan, zm. 13 lutego 1967 tamże) – ukraiński adwokat, działacz Organizacji Ukraińskich Nacjonalistów.

## Życiorys
Absolwent prawa na Uniwersytecie Lwowskim, pracował jako adwokat w Brzeżanach. Był członkiem Sel-Robu i KPZU, skazany za działalność antypaństwową przebywał kilka lat w polskich więzieniach.
Z działalności w ruchu komunistycznym zrezygnował po stalinowskich represjach wobec KP(b)U i KPZU w drugiej połowie lat 30. W latach 1939–1941 działał w OUN. Był członkiem Rady Seniorów i Ukraińskiej Rady Narodowej we Lwowie. W latach 1941–1943 był krajowym przewodniczącym OUN na Ziemie Zachodnioukraińskie (ZUZ), był również uczestnikiem II Nadzwyczajnego Zjazdu OUN-B w sierpniu 1943.
Był szefem referentury łączności zewnętrznej Głównego Prowodu OUN-B. Odniósł rany w walce z wojskami NKWD w rejonie Równego i trafił 30 lipca 1944 do niewoli sowieckiej. Został skazany na karę śmierci, zamienioną na 25 lat więzienia. Został zwolniony z więzienia 12 kwietnia 1961 z powodu ciężkiej choroby.